# Norodom I
Norodom I (em khmer: ព្រះបាទ នរោត្តម - Angkor Borei, 3 de fevereiro de 1834 - Phnom Penh, 24 de abril de 1904) foi um rei do Camboja que governou seu país entre 1860 e 1904. Ele era o filho mais velho do rei Ang Duong, que governava em nome de Sião, sendo meio-irmão do príncipe Si Votha e do rei Sisowath. Norodom foi considerado o primeiro rei Khmer moderno. Em 1863, para evitar que os dois poderosos vizinhos - Vietnã e Sião (atual Tailândia) - dominassem por completo o território cambojano, Norodom I convidou a França para fazer do Camboja seu protectorado. No entanto, ele enviou muitas cartas para Sião alegando que o Almirante francês de la Grandière o obrigou a assinar um tratado falso. Muitos cambojanos acreditam que este ato e sua astúcia chegou a salvar Camboja do desaparecimento.
Quando ele nasceu, o Camboja estava sob domínio vietnamita (Annamese) e siamês. Os dois países haviam dividido o território do Camboja entre eles, mas a Família Real Cambojana, sendo relacionada com o Siameses, manteve-se na zona de siameses, sendo os vietnamitas vistos como mais autoritários do que os Siameses. No entanto, Vietnã e Sião freqüentemente travaram guerras pelo território cambojano. O príncipe Norodom I foi enviado por seu pai para estudar em Banguecoque, onde estudou a língua siamesa (Tailandês), Política, Militarismo e escrituras budistas.